# Iwanowskie Sioło (gmina)
Iwanowskie Sioło (lub gmina Sioło Iwanowskie) – dawna gmina wiejska istniejąca w XIX wieku w guberni lubelskiej. Nazwa gminy pochodzi od majoratu dóbr dęblińskich, lecz siedzibą władz gminy była osada Irena (stanowiąca obecnie dzielnicę Dęblina).
Za Królestwa Polskiego gmina Iwanowskie Sioło należała do powiatu nowoaleksandryjskiego w guberni lubelskiej.
31 maja 1870 gmina została zniesiona; z jej prawobrzeżnej (w stosunku do Wieprza) strony oraz ze zniesionego miasta Bobrowniki powstała gmina Irena, natomiast z jej lewobrzeżnej strony oraz ze wsi Bałtowo (z gminy Żyrzyn) i Wronów (z gminy Nowa Aleksandria) – gmina Gołąb.